# Green Grey
Green Grey (Грин Грей) – ukraiński rosyjskojęzyczny zespół z Kijowa, grający trip hop, funk i rocka. Sami członkowie zespołu określają swój styl jako "ukr-pop" (przez analogię do brit popu).
Skład zespołu niejednokrotnie się zmieniał. Z pierwotnego pozostał jedynie Andriej Jacenko. Wokalistą jest Murik (Dmitrij Murawickij).

## Dyskografia
- 1997: Green Grey (Грин Грей)
- 2002: 550 MF (550 метров фанка)
- 2002: Emigrant (Эмигрант)
- 2003: The Best
- 2005: Metamorfoza (Метамофоза)